# Árbol de Apoala
El Árbol de Apoala es el ser del que nacieron los primeros ancestros del pueblo mixteco. Los mixtecos de la época prehispánica creían que el mundo había sido creado por voluntad de Uno Venado, pero el Árbol de Apoala es el origen del pueblo mixteco. El mito, conservado por la obra escrita del fraile Francisco de Burgoa, dice que este árbol se encontraba en un sitio llamado Cahuacandehvui (Peña donde descansa el cielo) que se ubica cerca de Santiago Apoala (Oaxaca). Un hombre horadó el árbol y copuló con él. De esta unión nacieron cuatro seres, que son los antepasados de los mixtecos. En el Códice Vindobonensis el dios Nueve Viento-Coo Dzahui aparece como testigo del nacimiento de los seres, aunque algunas interpretaciones le atribuyen ser él quien copuló con el árbol.
Uno de los hijos del Árbol de Apoala fue el Flechador del Sol; Mixtecatl, que venció a Tonatiuh (Sol) en un combate, hiriéndolo con una de sus flechas y ganando para su descendencia el derecho a gobernar en Ñuu Tnoo Huahi Andehui (Tilantongo). Los otros hijos del árbol ocuparon los otros rumbos de la Mixteca.
- Datos: Q6173751